# Earl Jones (basket-ball)
Pour les articles homonymes, voir Earl Jones (homonymie) et Jones.
Earl Jones est un joueur américain de basket-ball né le 13 janvier 1961 à Oak Hill, Virginie-Occidentale.